# Divadlo Jozefa Gregora Tajovského
Divadlo Jozefa Gregora Tajovského je profesionální činoherní divadlo ve Zvolenu. Vzniklo 28. srpna 1949 pod názvem Stredoslovenské divadlo, který byl po 5 letech změněn na Divadlo J. G. Tajovského.

V roce 1959 byl činoherní soubor ve Zvolenu doplněn o zpěvohru se sídlem v Banské Bystrici. Spevohra Divadla Jozefa Gregora Tajovského byla roku 1972 přejmenována na Operu Divadla Jozefa Gregora Tajovského (a sídlo DJGT bylo přemístěno do Banské Bystrice), 1. července 1999 získala samostatný statut s novým názvem Štátna opera.
Divadlo má sídlo v budově bývalého Hotelu Grand postavené koncem 19. století. V letech 1987–1994 prošla budova rozsáhlou rekonstrukcí. Sál divadla má kapacitu 334 míst, studio pro komornější projekty má kapacitu 91 míst.